# Mszyce
Mszyce (Aphidomorpha lub Aphidoidea) – infrarząd lub nadrodzina owadów z rzędu pluskwiaków i podrzędu piersiodziobych. Obejmuje między 4,6 a 5 tysięcy opisanych gatunków. Występują masowo, żerują na roślinach. W wydanym w 2016 roku zeszycie z serii Klucze do oznaczania owadów Polski zastosowano nazwy: Aphidomorpha – mszyce, Aphidoidea – mszyce właściwe.

## Charakterystyka

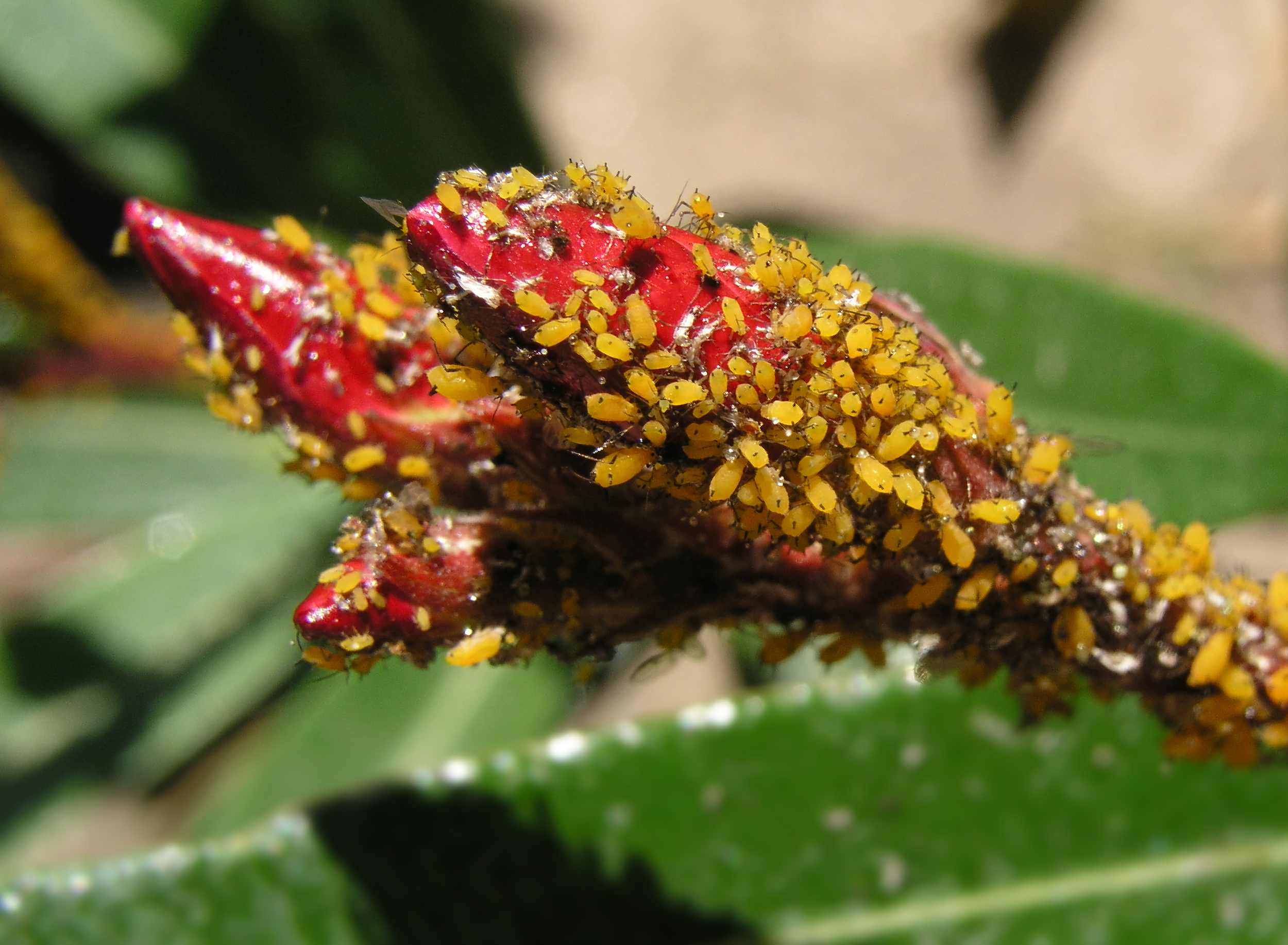
Mszyce z gatunku Aphis nerii żerujące na pąkach kwiatowych oleandra

Są to małe owady o miękkim, delikatnym ciele i błoniastych skrzydłach, często zredukowanych. Odwłok baryłkowaty, z zaznaczoną wyraźnie segmentacją. Przechodzą przeobrażenie niezupełne.
Mszyce są roślinożerne: wysysają sok z roślin, trawiąc go częściowo, a pozostałość wydalają w postaci spadzi. Ilość pobieranego soku jest bardzo duża, sięgając ⅓ masy owada/godz. Często są przyczyną znacznych szkód w uprawach. Przeciw mszycom stosuje się opryskiwanie pestycydami. Naturalnymi wrogami mszyc są biedronkowate i złotookowate.

## Mszyce, mrówki i pszczoły

Mrówka wśród mszyc

Niektóre gatunki mszyc żyją w symbiozie z mrówkami. Wydaliny mszyc, zawierające znaczne ilości cukrów, aminokwasów i innych związków, są atrakcyjnym pokarmem dla niektórych gatunków mrówek, które z kolei zapewniają mszycom ochronę przed drapieżnikami i dbają o zapewnienie im wydajnych miejsc żerowania. Wydaliny mszyc w połączeniu z sokiem roślinnym wyciekającym z uszkodzonych tkanek tworzą tzw. spadź. Jest ona zbierana przez pszczoły, a wytworzone z niej miody zwane są miodami spadziowymi.

## Rozprzestrzenienie
Owady te występują głównie w strefie klimatu umiarkowanego. Współczesną faunę mszyc (afidofaunę) podzielić można na grupę arktyczno-trzeciorzędową, zasiedlającą półkulę północną oraz grupę antarktyczno-kredową, która ma charakter reliktowy, a jej przedstawiciele występują w strefie umiarkowanej półkuli południowej i w górzystych rejonach tropikalnych. Najlepiej przebadana jest fauna europejska. W jej skład wchodzi około 1000 gatunków, z których w Polsce stwierdzono prawie 700. (zobacz: mszyce Polski)

## Systematyka
Do mszyc należy według różnych źródeł ponad 4600 lub blisko 5000 opisanych gatunków. W starszych systemach, w których pluskwiaki równoskrzydłe miały rangę rzędu, mszycom nadawano rangę podrzędu. Później jednak wykazano parafiletyzm pluskwiaków równoskrzydłych, a mszyce włączono w skład rzędu pluskwiaków i podrzędu piersiodziobych. Część systematyków nadaje mszycom rangę infrarzędu (Aphidomorpha), w obrębie którego jedną z nadrodzin są Aphidoidea. Inni rezygnują z podziału piersiodziobych na infrarzędy i operują wyłącznie podziałem na nadrodziny – jedną z nich są mszyce (Aphidoidea). Wińcowate i ochojnikowate mogą być włączone w skład nadrodziny Aphidoidea, wyłączone w osobną nadrodzinę nazwaną Adelgoidea lub Phylloxeroidea albo wyłączone w dwie różne nadrodziny: Adelgoidea i Phylloxeroidea. Liczba podawanych rodzin mszyc może być bardzo różna – wiele tradycyjnie wyróżnianych rodzin część systematyków włącza w skład mszycowatych (Aphididae).
Klasyfikacja według Aphid Species File (2017):
- infrarząd: Aphidiomorpha – mszyce
  - nadrodzina: Adelgoidea Schouteden, 1909
    - rodzina: Adelgidae Schouteden, 1909 – ochojnikowate
    - rodzina: †Elektraphididae Steffan, 1968
    - rodzina: †Mesozoicaphididae Heie, 1992

  - nadrodzina: Aphidoidea Latreille, 1802
    - rodzina: Aphididae Latreille, 1802 – mszycowate
    - rodzina: †Bajsaphididae Homan, Zyla & Wegierek, 2015
    - rodzina: †Canadaphididae Richards, 1966
    - rodzina: †Cretamyzidae Heie, 1992
    - rodzina: †Drepanochaitophoridae Zhang & Hong, 1999
    - rodzina: †Isolitaphididae Poinar, 2017
    - rodzina: †Oviparosiphidae Shaposhnikov, 1979
    - rodzina: †Parvaverrucosidae Poinar & Brown, 2006
    - rodzina: †Sinaphididae Zhang, Zhang, Hou & Ma, 1989
    - rodzina: incertae sedis
      - rodzaj: †Palaeoforda Kononova, 1977
      - rodzaj: †Penaphis Lin, 1980
      - rodzaj: †Plioaphis Heie, 1968
      - rodzaj: †Sbenaphis Scudder, 1890
      - rodzaj: †Sunaphis Hong & Wang, 1990
      - rodzaj: †Xilutiancallis Wang, 1991
      - rodzaj: †Yueaphis Wang, 1993

  - nadrodzina: †Genaphidoidea Handlirsch, 1908
    - rodzina: †Genaphididae Handlirsch, 1908

  - nadrodzina: †Lutevanaphidoidea Szwedo, Lapeyrie & Nel, 2014
    - rodzina: †Lutevanaphididae Szwedo, Lapeyrie & Nel, 2014

  - nadrodzina: †Naibioidea Shcherbakov, 2007
    - rodzina: †Dracaphididae Hong, Zhang, Guo & Heie, 2009
    - rodzina: †Naibiidae Shcherbakov, 2007
    - rodzina: †Sinojuraphididae Huang & Nel, 2008

  - nadrodzina: †Palaeoaphidoidea Richards, 1966
    - rodzina: †Ellinaphididae Kania & Wegierek, 2008
    - rodzina: †Juraphididae Zyla, Blagoderov & Wegierek, 2014
    - rodzina: †Palaeoaphididae Richards, 1966
    - rodzina: †Rasnitsynaphididae Homan & Wegierek, 2011
    - rodzina: †Shaposhnikoviidae Kononova, 1976
    - rodzina: †Szelegiewicziidae Wegierek, 1989

  - nadrodzina: Phylloxeroidea Herrich-Schaeffer, 1854
    - rodzina: Phylloxeridae Herrich-Schaeffer, 1854 – wińcowate

  - nadrodzina: †Tajmyraphidoidea Kononova, 1975
    - rodzina: †Burmitaphididae Poinar & Brown, 2005
    - rodzina: †Grassyaphididae Heie, 2000
    - rodzina: †Khatangaphididae Heie, 2000
    - rodzina: †Lebanaphididae Heie, 2000
    - rodzina: †Retinaphididae Heie, 2000
    - rodzina: †Tajmyraphididae Kononova, 1975
    - rodzina: incertae sedis
      - rodzaj: †Koonwarraphis Martin, Skidmore & Stilwell, 2016

  - nadrodzina: †Triassoaphidoidea Heie, 1999
    - rodzina: †Creaphididae Shcherbakov & Wegierek, 1991
    - rodzina: †Triassoaphididae Heie, 1999

  - nadrodzina: incertae sedis
    - rodzaj: †Anconatus Buckton, 1883
    - rodzaj: †Aphidinius Heie, 2006
    - rodzaj: †Aphidioides Motschulsky, 1857
    - rodzaj: †Canaphis Heie, 2006
    - rodzaj: †Dataiaphis Lin, 1995
    - rodzaj: †Dubiaphis Brauckmann & Schlüter, 1993
    - rodzaj: †Echinaphis Cockerell, 1913
    - rodzaj: †Geranchon Scudder, 1890
    - rodzaj: †Holmaniella Shaposhnikov, 1985
    - rodzaj: †Jurocallis Shaposhnikov, 1979

Klasyfikacja współczesnych rodzin polskich według Biodiversity Map:
- nadrodzina: Aphidoidea
  - rodzina: Anoeciidae
  - rodzina: Aphididae – mszycowate
  - rodzina: Drepanosiphidae
  - rodzina: Eriosomatidae – bawełnicowate
  - rodzina: Hormaphididae
  - rodzina: Lachnidae – miodownicowate
  - rodzina: Mindaridae
  - rodzina: Phloeomyzidae
  - rodzina: Thelaxidae

## Filogeneza

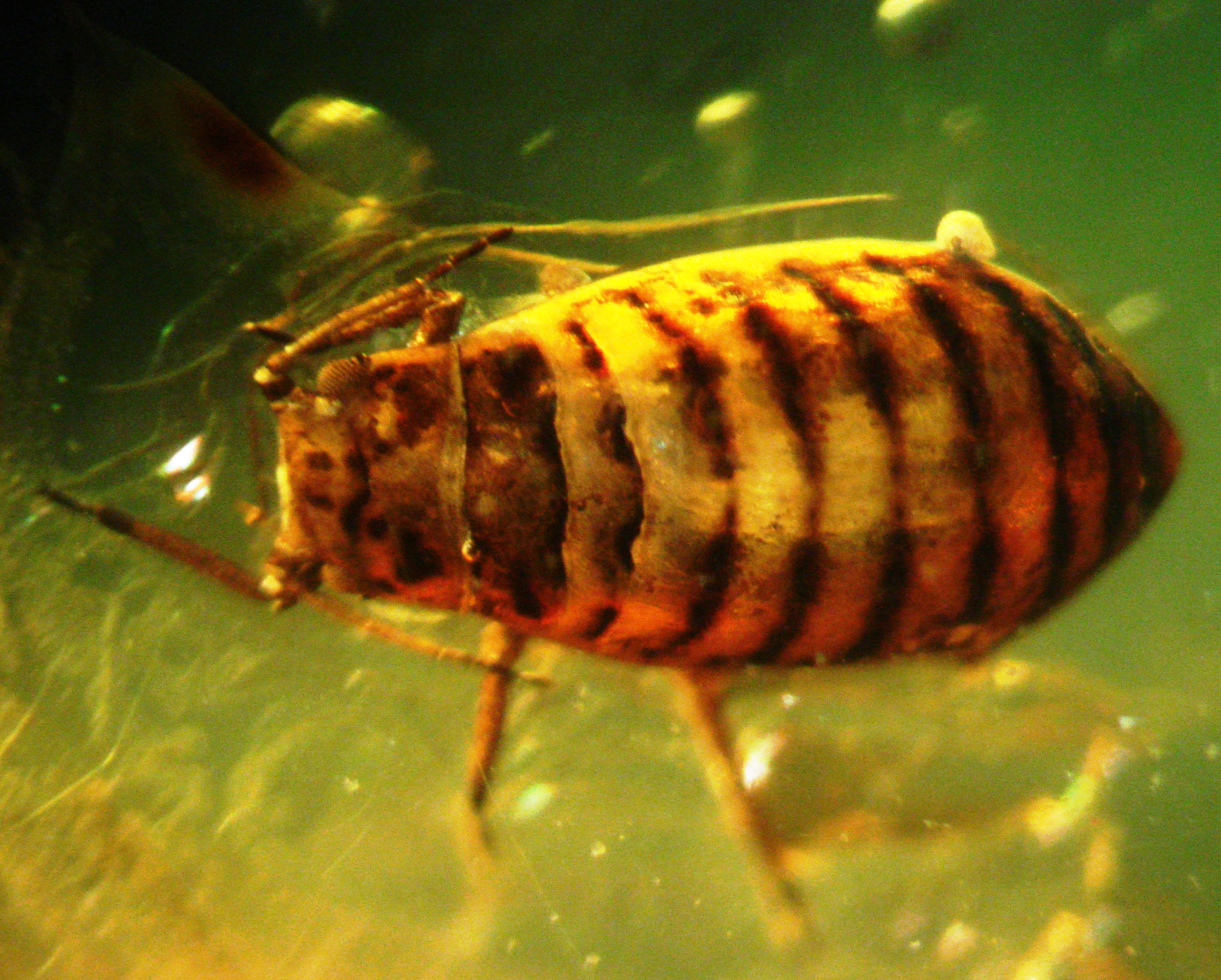
Mszyca w bursztynie bałtyckim

Mszyce (Aphidomorpha) wyewoluowały prawdopodobnie w permie, natomiast w zapisie kopalnym znane są od wczesnego anizyku. Jako ich grupę siostrzaną większość analiz wskazuje czerwce, z którymi tworzą klad Aphidiformes. Filogeneza mszyc jest słabo rozpoznana. Niejasne są relacje pomiędzy rodzinami współczesnymi, chociaż większość analiz wskazuje, że ochojnikowate i wińcowate stanowią grupy siostrzane. Ponad 97% współczesnych gatunków należy do rodziny mszycowatych sensu lato, wyróżniającej się obecnością endosymbiotycznej bakterii Buchnera. Relacje filogenetyczne w jej obrębie również są niewystarczająco rozpoznane i monofiletyzm tylko kilku podrodzin potwierdzono w badaniach molekularnych.